# 穆尼鎮區 (密蘇里州波爾克縣)
穆尼鎮區（英語：Mooney Township）是位於美國密蘇里州波爾克縣的一個行政鎮區。

## 地方資料
穆尼鎮區的面積為165.55平方千米，當中陸地面積為164.63平方千米，而水域面積為0.92平方千米。根據2020年美國人口普查的數據，當地共有人口3187人，而人口密度為每平方千米19.25人。